# Пильтун (село)
Пильтун — упразднённое село в Охинском районе Сахалинской области. На момент упразднения входило в состав Сабинского сельсовета. Исключено из учётных данных не ранее 2004 года. 

## География
Располагалось на северо-востоке области, на правом берегу реки Пильтун в месте впадения в нее ручья Вовено, на расстоянии приблизительно в 93 км (по прямой) к югу от города Оха.

## История
Возникло как населённый пункт при японской нефтеконцессии.

## Население
| 2002 |
| ---- |
| 42   |

Согласно результатам переписи 2002 года, в национальной структуре населения русские составляли 81 %.